# Plagigeyeria lewarnei
Plagigeyeria lewarnei – gatunek ślimaka z rzędu Littorinimorpha i rodziny źródlarkowatych.
Gatunek ten opisany został po raz pierwszy w 2020 roku przez Jozefa Grego. Jako miejsce typowe wskazano źródło Vruljak I w Goricy na terenie Miasta Trebinje w Bośni i Hercegowinie. Epitet gatunkowy nadano na cześć Briana Lewarne z The Devon Karst Research Society.
Ślimak ten osiąga do około 2 mm wysokości i do około 1,3 mm szerokości muszli, której kształt jest podługowato-stożkowaty. Na powierzchni muszli lekko faliste i blaszkowate żeberka osiowe krzyżują się z powrębianymi, delikatnymi żeberkami spiralnymi. Żeberka osiowe zanikają u szczytu muszli, natomiast żeberka spiralne wkraczają nań. Na skrętkę muszli składają się cztery wypukłe skręty oddzielony stosunkowo słabo wgłębionymi szwami. Dołek osiowy ma formę wąsko-szczeliniastą. Kształt ujścia muszli jest trąbkowaty, w widoku brzusznym owalny. Tępa perystoma jest silnie odwinięta dozewnętrznie wzdłuż krawędzi ujścia.
Gatunek ten jest endemitem Bośni i Hercegowiny, znanym tylko z dwóch stanowisk w Mieście Trebenje w Republice Serbskiej. Jednym jest źródło Vruljak I, a drugim jest Tučevac na prawym brzegu rzeki Trebišnjicy. Możliwe, że gatunek ten występuje również w estaweli Sušicka Jama przy graniczy z Czarnogórą, jako że znaleziono tam fragmenty muszli przypominające te u P. lewarnei. Mięczak ten zasiedla bentos. Należy do zdrapywaczy żerujących na peryfitonie.